# Xylotrechus rufoapicalis
Xylotrechus rufoapicalis är en skalbaggsart som beskrevs av Maurice Pic 1926. Xylotrechus rufoapicalis ingår i släktet Xylotrechus och familjen långhorningar. Inga underarter finns listade i Catalogue of Life.